# Borgata Event Center
Das Borgata Event Center ist eine Mehrzweckhalle in der US-amerikanischen Stadt Atlantic City im Bundesstaat New Jersey. Sie ist Teil des Borgata Hotel Casino & Spa.

## Daten und Nutzung
Die Halle bietet auf 30.000 sq ft (rund 2.787 m2) Platz für Konzerte, Hochzeiten, Comedy-Veranstaltungen, Tagungen und Konferenzen. Üblicherweise ist das gesamte Areal der Arena bestuhlt. Bei vereinzelten Konzerten gibt es neben einigen steh- und behindertengerechten Plätzen auch Stehplätze im Innenraum der Halle. Das Borgata Event Center bietet Platz für rund 3.500 Besucher. Das Gebäude gehört zum The Borgata und wird von Live Nation Entertainment geführt und gepflegt.
International bekannte Musiker wie Eric Clapton, David Bowie, Depeche Mode und Foreigner traten hier bereits auf.